# Puurikari
Puurikari är en ö i Finland. Den ligger i sjön Turajärvi och i kommunerna Euraåminne och Raumo och landskapet Satakunta, i den sydvästra delen av landet, 200 km nordväst om huvudstaden Helsingfors. Öns area är omkring 780 kvadratmeter och dess största längd är 30 meter i nord-sydlig riktning.